# Escafandro

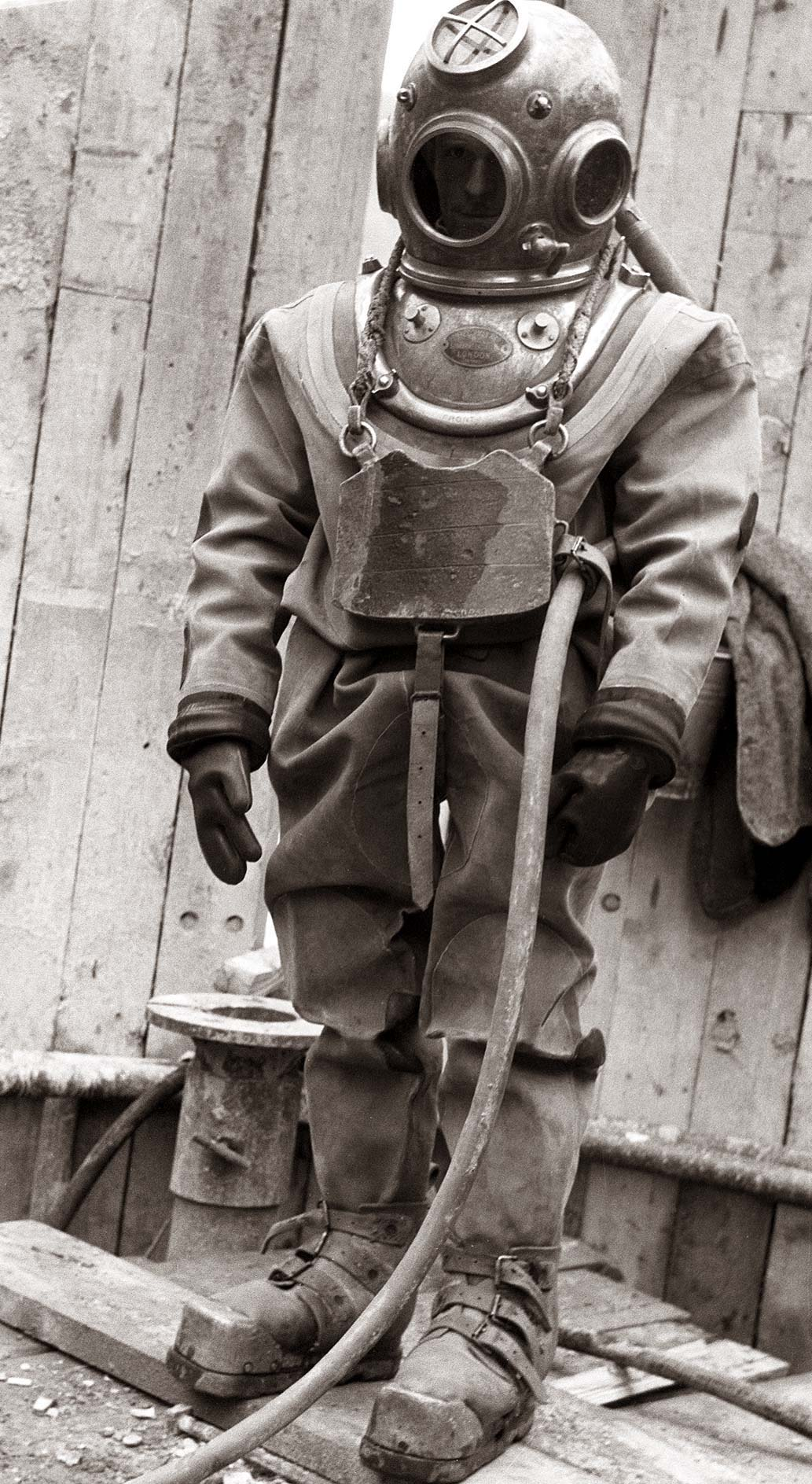
Um mergulhador vestindo um escafandro em Ožbalt, na Eslovênia

Um escafandro (do grego antigo: σκάφη, skáphē, "barco" e ἀνδρός, andrós, "homem", literalmente "homem-barco") é um equipamento de proteção para mergulho, confeccionado a partir de borracha e latão, utilizado na água. Essa estrutura comunica-se com a superfície através de um duto que assegura a livre respiração e permite resistir à pressão da água.

## História
A primeira pessoa a utilizar um escafandro foi o pirata inglês Anthony Knivet, na década de 1590. Prisioneiro dos portugueses, foi forçado a mergulhar com o antigo equipamento para tentar resgatar peças de artilharia que haviam afundado no mar. Era constituído de roupa de couro revestido de graxa e piche para impermeabilização. O volumoso capacete, também revestido de piche, tinha um grande "nariz" onde havia três balões de ar. Não alcançou o objetivo e quase morreu.
O Brasil foi o único país da América Latina a produzir o equipamento. As marcas Person, Eterna e Ford eram as mais conhecidas. A primeira entre elas tinha sido desenvolvida por Charles Person (1873–1964); em 1906 ele fundou na cidade de São Paulo a Officina Meccanica Charles Person, que fabricava, além dos escafandros, hélices de barco, equipamentos para mergulho, bombas de ar, lastros de chumbo etc.
Person produziu dois modelos do traje de mergulho: o fluvial e o de doze parafusos. O fluvial servia para trabalho em garimpo de ouro e diamante, e o de doze parafusos para águas profundas. 
A partir da década de 1940 foram substituídos pelos Aqualungs.